# ABC (jornal)
O ABC é um jornal diário espanhol fundado em Madrid em 1 de Janeiro de 1903 por Torcuato Luca de Tena y Álvarez-Ossorio. Começou por ser um semanário, mas em Junho de 1905 passou a ser um diário.
O ABC é conhecido por ser um diário conservador e favorável à monarquia espanhola. Foi ocupado em 1936 pela Frente Popular quando começou a Guerra Civil de Espanha.
Durante a guerra publicaram-se duas edições distintas do ABC, uma em cada lado, a de Madrid para o republicano e a de Sevilha para o nacional.
Quando terminou a guerra civil, o ABC foi devolvido aos seus proprietários originais e voltou a ser o diário mais vendido em Espanha. Entre seus sinais de identidade formal destaca o fato de ser o único diário espanhol que se édita com tinta e em formato folio. São famosos os seus artigos da terceira página, denominados genericamente "a terceira". O final do século XX caracterizou-se por ser um dos diários melhor escritos e pelo número e qualidade dos seus colunistas, entre os quais figuram Hilda de Toledano (pseudónimo literário e jornalístico de Maria Pia de Saxe-Coburgo Gotha e Bragança), José María Pemán, Carlos Luis Álvarez, "Cándido", Jaime Campmany e atualmente figuram Juan Manuel de Prada, Antonio Burgos, Manuel Martín Ferrand e Luis Ignacio Parada. O seu suplemento Cultural foi um dos mais importantes e rigorosos do pós-guerra pelas suas excelentes revisões. No que toca ao humor, o diário conta com a colaboração de Mena, Martín Morales e Antonio Mingote, considerado o maestro do humor gráfico em Espanha e que publica o seu desenho diariamente desde 1953.
Após uma longa fase de decadência, voltou a ressurgir a democracia com a direção de Luis María Ansón e em 2005 era o terceiro diário mais vendido em Espanha, e o mais antigo de Madrid.